# Kułykiwka (Krym)
Kułykiwka (ukr. Куликівка, ros. Куликовка, Kulikowka) – wieś na Ukrainie, w Autonomicznej Republice Krymu (de iure stanowiącej integralną część państwa ukraińskiego, w 2014 anektowanej przez Rosję i odtąd funkcjonującej jako Republika Krymu), w rejonie sakskim. W 2001 liczyła 432 mieszkańców, wśród których 71 wskazało jako ojczysty język ukraiński, 297 rosyjski, 58 krymskotatarski, 1 mołdawski, 3 białoruski, a 2 ormiański. Według spisu ludności przeprowadzonego przez okupacyjne władze rosyjskie populacja wsi w 2014 wynosiła 185 osób.